# 吉永正人
吉永 正人（よしなが まさと、1941年10月18日 - 2006年9月11日）は、鹿児島県肝属郡串良町（現・鹿屋市）出身の元騎手・元調教助手・元調教師。
騎手時代は「吉永スペシャル」と呼ばれた追い込みや逃げなど極端な作戦を取る個性派の騎手として知られ、中央競馬史上3頭目の三冠馬・ミスターシービーや、1982年の春の天皇賞馬・モンテプリンスなどの主戦騎手を務めた。
死別した最初の妻との間には一男二女を授け、長男の吉永護は元騎手・現調教助手。作家の吉永みち子は2番目の妻で、一男を授けた。
実弟の吉永良人は馬事公苑花の15期生の一人で元騎手、調教助手。

## 経歴
馬生産を営む吉永牧場の次男として生まれる。同場は吉永の曾祖父で、薩摩藩の馬術指南役を務めていた吉永新九郎が1890年代後半に興した一帯で最古の馬生産牧場である。祖父・栄蔵は九州で最初の開業獣医師とされる。家系は平家の臣であった藤原金益という公卿に遡ると伝えられるが、系図は西南戦争の際に焼失したという。長兄の清人は家業を継ぐために高校へ進学したが、正人は父親より騎手を目指すよう「命令」され、中学校在学中から減量をしながら過ごした。幼少期から家業を手伝っていたが、初めて競馬を見たのは中学2年または3年生の時であったという。中学校卒業前に日本中央競馬会の騎手養成長期課程を受験するも落第し、これを受け、父の伝を通じて東京・松山吉三郎厩舎に入門。内弟子として仕事をこなしながら、短期講習生として改めて騎手を目指したが、松山にとっては最初の門下生であった。
1961年3月に騎手免許を取得し、松山厩舎からデビュー。同年にデビューした騎手には横山富雄、中野渡清一らがいる。初騎乗は同11日の東京第2競走4歳未勝利・ダイサンイツ（10頭中3着）で、この日は同期の横山が初勝利を挙げた。初勝利は4月1日の中山第2競走アラブ4歳以上・ホールインワンで、逃げ切りでの勝利であった。1964年にフラミンゴできさらぎ賞を制し、重賞初勝利を挙げた。当時の松山厩舎は保田隆芳・野平祐二といった大騎手へ多くの騎乗依頼を行っていたため、吉永の騎乗数は伸びず、成績的には目立たなかった。1969年、調教助手の不在で三井末太郎厩舎からライトワールドの調教騎乗を依頼され、これを縁に主戦騎手も任された吉永は、同馬と共に重賞3勝を挙げた。また、同年9月には負傷した古山良司に代わり、やはり三井厩舎に所属した「怪物」タケシバオーの手綱も任され、英国フェア記念に勝利した。1970年には従来の年間騎乗数の倍近い133戦に騎乗して25勝、平地での騎乗に専念し始めた1971年には40勝を挙げて全国8位（関東6位）に付け、騎手生活唯一のベスト10入りを経験した。保田・野平が引退した1970年代からは松山厩舎の主戦騎手として、「追い込みゼンマツ」と言われたゼンマツ、逃げ馬として名を馳せた牝馬・シービークイン、「白い稲妻」シービークロスといった数々の個性馬の手綱を取った。この頃から寺山修司の競馬エッセイシリーズでたびたび取り上げられるようになり、逃げまたは追い込みに特化した騎乗ぶりから個性派の騎手として認知された。吉永の言う「書く側」であった寺山は、吉永に対してことのほか愛情を注いだ。『優駿』に連載した騎手伝記の中ではコウジョウによる追い込み勝ちを取り上げ、「私の考えだけを言えば、吉永正人は当代随一の名騎手である。そのレースぶりには必ずドラマがある。松山調教師の個性的な馬づくりと合わせて、このコンビは武田 - 福永、高松 - 柴田と並ぶ屈指のものであり、しかも他の二者にはない競馬の翳をもっている」とし、「馬主各位。調教師各位。もっと吉永に乗るチャンスを与えてやって下さい」と公に訴えたこともあった。こうした活躍の一方でGI級レース・八大競走制覇には恵まれず、シービークロスで1979年の春の天皇賞に敗れたころから、「八大競走を勝てない騎手」と言われ始めた。また同年にデビューしたモンテプリンスは、1980年の東京優駿・菊花賞、1981年の天皇賞（秋）でそれぞれ2着と惜敗して「無冠の帝王」と呼ばれると共に、勝てない原因を吉永の腕に帰する論調も出始めていた。1982年春には同馬で天皇賞に優勝し、吉永はデビュー22年目・八大競走通算54戦目での初制覇を果たした。競走後、師匠の松山は検量室で「正人、良かったなあ」と繰り返し声を掛けながら、感涙していたという。 
1983年には吉三郎の息子・康久が管理するシービークインの産駒・ミスターシービーに騎乗し、常識外れと言われた追い込みでクラシックの皐月賞・東京優駿・菊花賞を制覇し、中央競馬史上3頭目の三冠馬へと導いた。ちなみに、寺山はミスターシービーが東京優駿に優勝する直前に死去し、吉永がダービージョッキーとなる瞬間や、三冠達成を見ることはなかった。同馬とのコンビでは1984年の天皇賞（秋）もレコードタイムで制し、五冠を制したシンザンに次ぐ四冠馬となったが、一歳下の三冠馬シンボリルドルフとの一連の対戦で全敗。追い込み一辺倒の吉永の騎乗が再度批判に晒されたが、一方で中島啓之・小島太といった騎手は、ひとつ間違えれば暴走してしまう性格のシービーを御しての先行策は不可能であるとし、中島は「吉永でなければシービーは三冠馬になれなかった」と擁護した。1984年にはモンテプリンスの弟・モンテファストで天皇賞（春）を制覇しており、吉永自身は春秋制覇となった。
1986年3月6日、松山を伴って記者会見を開いた吉永は、突如として騎手引退を発表。理由は減量苦から来る体力の限界であったが、この引退については、同年クラシックでコンビを組もうとしていたダイナガリバーから降板させられたことが切っ掛けになったという見方も存在する。これについては「馬主の意向だった」という報道があった一方、同馬の一口馬主クラブを統括する吉田善哉は「私の方から一切そのような指示、依頼をしたことはありません。すべて松山先生の判断でおやりになったことです」と語っており、降板理由の真相は不明である。吉永自身はこうした臆測については言及していない。会見の2日後、同8日の中山第10競走総武特別をラウンドボウルで逃げ切ったのが最後の勝利となった。翌9日の中山記念ではモンテジャパンに騎乗し、東京新聞杯で最後方からギャロップダイナの3着に追い込んだ同馬を一転して逃げさせ、クシロキング・トウショウペガサスの3着に粘った。中山第12競走4歳以上900万下・ニットウタチバナ（15頭中11着）が最後の騎乗となり、レース終了後には通算1000勝未満の騎手として初めて引退式が行われた。式の最後には親しかった菅原泰夫の提案により、同僚騎手による胴上げで送られた。引退式で胴上げが起こったのはこれが初めての例であり、以後他騎手の引退の際にも慣例化した。
引退後は松山厩舎の調教助手（1986年 - 1988年）を経て、1989年に調教師免許を取得し、厩舎を開業。1年目の1989年は6月25日の新潟第6競走4歳未勝利・ヨコハマヨウコ（13頭中5着）で初出走を果たし、同馬を出走させた7月9日の新潟第4競走4歳未勝利で初勝利を挙げるが、鞍上は共に同年デビューの小野次郎であった。その間の同2日にはラジオたんぱ賞・ボストンキコウシで重賞初出走を果たすが、10頭中2着と重賞での初勝利はならなかった。ボストンキコウシではセントライト記念に柴田政人騎乗で出走させ、サクラホクトオーの3着に逃げ粘ったが、2着は開業同期の嶋田功が管理するスダビートであった。初年度は遅いスタートながら5勝、2年目の1990年は6勝、3年目の1991年は8勝と数字を上げていき、1992年に初の2桁となる11勝をマーク。1992年から1998年まで7年連続2桁勝利を記録し、1993年と1994年は2年連続20勝台で、1993年の22勝が最高成績であった。全体的には中位から下位といった成績が続き、1995年の中山大障害（秋）ではジハードウインが3着に入ったが、同競走は6頭中3頭が落馬するレースであった。1998年にはビクトリーアップが活躍し、東京障害特別（秋）で11頭中9番人気ながらノーザンレインボーとクビ差の2着に入ると、中山大障害（秋）では断然人気のノーザンレインボーが競走中止する波乱もあり、メジロファラオ・ケイティタイガー・ゴッドスピードら後続に大差を付ける圧勝で重賞初制覇。吉永も開業10年目で初の重賞勝利となったが、唯一の重賞勝利となった。15勝を挙げた2000年にはジーティーボスが共同通信杯4歳ステークスでイーグルカフェとアタマ差2着、七夕賞ではケイエムチェーサーがダイワテキサス・スエヒロコマンダー・オースミブライトを封じて2着に逃げ粘った。2003年には自身最後の2桁となる10勝を挙げ、カオリジョバンニが東京新聞杯でローエングリンとクビ差3着であった。2006年9月2日の小倉第6競走3歳未勝利・カシノロイヤルで199勝とし通算200勝に王手をかけたが、結局は最後の勝利となった。同10日に中山で1鞍、札幌で1鞍の計2鞍を出走させ、中山第9競走浦安特別・イチライタッチ（15頭中3着）が最後の出走となった。翌11日、胃癌のため64歳で死去。65歳まで調教師を勤め上げれば家族が年金を受け取ることができ、本人もそれを励みに闘病生活を送っていた中での死であった。調教師としての通算成績は3586戦199勝。

## 騎手としての特徴
吉永の騎乗の特徴として、馬群から離れた最後方追走からの追い込みや、逃げ戦法が目立ったことが挙げられる。とくに追い込みに関しては「吉永スペシャル」や、コニャックの等級をもじって揶揄的に「VSOP（=ベリー・スペシャル・ワン・パターン）」とも呼ばれた。しかし吉永自身は、数例の追い込み勝ちが「書く側にいる人の印象に止まっただけのことで、僕が勝った全レースの中でいうなら、一割にも満たない」と語っている。ただし、極端な作戦を好む性向は認めており、その理由として「僕は人に迷惑をかけるのがいやなんですよ。馬混みに入ると、アクシデントが起きやすいからね。だから、逃げか追い込みが好きなんです」とも語った。
また、キャリアを通じて減量に苦しみ続けた騎手としても知られる。引退時は公称で身長163センチメートル・体重55キログラムと、とくに体重面では騎手としては非常に重い部類だった。初騎乗時には、48キログラムの斤量に対して10日間をかけて減量し、なお1.5キログラムの斤量超過となって戒告を受けており、総じて斤量が軽くなる若い牝馬への騎乗は、キャリアを通じて少なかった。「雨の日に、帽子のひさしから落ちてくる雨水が本当にうまい」という吉永の言葉は、騎手の減量苦を象徴する言葉として書籍などで引用されている。

## エピソード
中島啓之、横山、大崎昭一、菅原泰夫、田村正光とともに、飲み仲間のサークルである「仲よし会」を結成していたことで知られる。会の活動を通じて、その様子をしばしば文章化して発表していた西野広祥（中国文学者、競馬ライターとしても活動）など、競馬サークル外部の人物とも親交を結んだ。西野はのちに吉永みち子との交際・結婚に至るまでの過程で、強硬に反対していたみち子の母を説得に当たるなど、私生活にも深く関わった。また、1年後輩で同郷の郷原洋行、梅内忍や、1969年に調教中の事故で死亡した小泉明東とも親しかった。
一般に寡黙な人物として知られたが、「仲よし会」では率先して座を盛り上げていたという。やはり親しかった後輩騎手の嶋田功は、その人物を評して「吉永さんのことを無口、無口っていうけど、あれはマスコミがつくったイメージじゃないかな。ふだん、会えば冗談ばっかりで、冗談のかたまりみたいな人なんだよ。ただし、表には見せないデリケートなところのある人だね」と語っている。

## 通算成績

### 騎手成績
| 年     | 区分 | 1着 | 2着 | 3着 | 4着以下 | 騎乗数 | 勝率 | 連対率 |
| ------ | ---- | --- | --- | --- | ------- | ------ | ---- | ------ |
| 1961年 | 平地 | 6   | 3   | 3   | 28      | 40     | .150 | .225   |
| 1961年 | 障害 | 2   | 3   | 2   | 9       | 16     | .125 | .313   |
| 1961年 | 計   | 8   | 6   | 5   | 37      | 56     | .143 | .250   |
| 1962年 | 平地 | 11  | 9   | 11  | 44      | 75     | .147 | .267   |
| 1962年 | 障害 | 5   | 9   | 5   | 15      | 34     | .147 | .412   |
| 1962年 | 計   | 16  | 18  | 16  | 59      | 109    | .147 | .312   |
| 1963年 | 平地 | 16  | 10  | 10  | 37      | 73     | .219 | .356   |
| 1963年 | 障害 | 2   | 5   | 0   | 14      | 21     | .095 | .333   |
| 1963年 | 計   | 18  | 15  | 10  | 51      | 94     | .191 | .351   |
| 1964年 | 平地 | 6   | 7   | 9   | 32      | 54     | .111 | .241   |
| 1964年 | 障害 | 0   | 0   | 1   | 3       | 4      | .000 | .000   |
| 1964年 | 計   | 6   | 7   | 10  | 35      | 58     | .103 | .224   |
| 1965年 | 平地 | 7   | 8   | 6   | 21      | 42     | .167 | .357   |
| 1965年 | 障害 | 0   | 0   | 0   | 1       | 1      | .000 | .000   |
| 1965年 | 計   | 7   | 8   | 6   | 22      | 43     | .163 | .349   |
| 1966年 | 平地 | 8   | 5   | 4   | 19      | 36     | .222 | .361   |
| 1966年 | 障害 | 5   | 5   | 3   | 18      | 31     | .161 | .323   |
| 1966年 | 計   | 13  | 10  | 7   | 37      | 67     | .194 | .343   |
| 1967年 | 平地 | 17  | 9   | 8   | 30      | 64     | .266 | .406   |
| 1967年 | 障害 | 1   | 1   | 1   | 5       | 8      | .125 | .250   |
| 1967年 | 計   | 18  | 10  | 9   | 35      | 72     | .250 | .389   |
| 1968年 | 平地 | 6   | 7   | 10  | 22      | 45     | .133 | .289   |
| 1968年 | 障害 | 0   | 0   | 0   | 3       | 3      | .000 | .000   |
| 1968年 | 計   | 6   | 7   | 10  | 25      | 48     | .125 | .271   |
| 1969年 | 平地 | 16  | 8   | 10  | 44      | 78     | .205 | .308   |
| 1969年 | 障害 | 0   | 1   | 0   | 1       | 2      | .000 | .500   |
| 1969年 | 計   | 16  | 9   | 10  | 45      | 80     | .200 | .312   |
| 1970年 | 平地 | 25  | 19  | 11  | 75      | 130    | .192 | .338   |
| 1970年 | 障害 | 0   | 0   | 0   | 3       | 3      | .000 | .000   |
| 1970年 | 計   | 25  | 19  | 11  | 78      | 133    | .188 | .331   |
| 1971年 | 平地 | 40  | 40  | 27  | 123     | 230    | .174 | .348   |
| 1972年 | 平地 | 20  | 27  | 18  | 73      | 138    | .145 | .341   |
| 1973年 | 平地 | 30  | 23  | 17  | 95      | 165    | .182 | .321   |
| 1974年 | 平地 | 16  | 9   | 9   | 75      | 109    | .147 | .229   |
| 1975年 | 平地 | 15  | 13  | 15  | 86      | 129    | .116 | .217   |
| 1976年 | 平地 | 12  | 20  | 11  | 77      | 120    | .100 | .267   |
| 1977年 | 平地 | 21  | 10  | 6   | 73      | 110    | .191 | .282   |
| 1978年 | 平地 | 23  | 21  | 27  | 80      | 151    | .152 | .291   |
| 1979年 | 平地 | 33  | 20  | 13  | 97      | 163    | .202 | .325   |
| 1980年 | 平地 | 18  | 19  | 22  | 90      | 149    | .121 | .248   |
| 1981年 | 平地 | 27  | 22  | 16  | 60      | 125    | .216 | .392   |
| 1982年 | 平地 | 20  | 6   | 9   | 54      | 89     | .225 | .292   |
| 1983年 | 平地 | 22  | 10  | 12  | 59      | 103    | .214 | .311   |
| 1984年 | 平地 | 14  | 17  | 10  | 62      | 103    | .136 | .301   |
| 1985年 | 平地 | 15  | 16  | 12  | 58      | 101    | .149 | .307   |
| 1986年 | 平地 | 2   | 2   | 3   | 17      | 24     | .083 | .167   |
| 計     | 平地 | 446 | 360 | 309 | 1,515   | 2,630  | .170 | .306   |
| 計     | 障害 | 15  | 24  | 12  | 72      | 123    | .122 | .317   |
| 計     | 総計 | 461 | 384 | 321 | 1,587   | 2,753  | .167 | .307   |

#### おもな騎乗馬
※括弧内は吉永騎乗時の優勝重賞競走、太字は八大競走。G1級、G1競走。
- フラミンゴ（1964年きさらぎ賞）
- マルフブキ（1967年新潟記念）
- タニカゼ（1967年カブトヤマ記念）
- ライトワールド（1969年日本経済賞、京王杯スプリングハンデキャップ、オールカマー）
- タケシバオー（1969年英国フェア記念）
- タマアラシ（1970年東京4歳ステークス）
- コウジョウ（1971年金杯・東）
- ヒダプレジデント（1971年中山記念）
- ゼンマツ（1972年アルゼンチンジョッキークラブカップ）
- シービークイン（1976年4歳牝馬特別・東 1977年毎日王冠 1978年京王杯スプリングハンデキャップ）
- ギャラントダンサー（1977年朝日杯3歳ステークス）
- シービークロス（1979年毎日王冠、目黒記念（秋））
- シャダイダンサー（1980年阪神4歳牝馬特別）
- モンテプリンス（1982年天皇賞・春など重賞5勝）
- アスワン（1982年京成杯、NHK杯）
- ミスターシービー（1983年皐月賞、東京優駿、菊花賞 1984年天皇賞・秋など重賞6勝）
- モンテファスト（1984年天皇賞・春など重賞2勝）
- ロバリアアモン（1984年フェブラリーハンデキャップ）
- アンドレアモン（1984年ウインターステークス）

その他騎乗馬
- フエアーウイン（オープン競走2勝。日本ダービー優勝馬）
- モンテオーカン（9勝。モンテプリンス、モンテファストの母）
- フジマドンナ

### 調教師成績
| 年     | 区分 | 1着 | 2着 | 3着 | 4着以下 | 出走数 | 勝率 | 連対率 |
| ------ | ---- | --- | --- | --- | ------- | ------ | ---- | ------ |
| 1989年 | 平地 | 5   | 9   | 3   | 23      | 40     | .125 | .350   |
| 1990年 | 平地 | 6   | 4   | 6   | 84      | 100    | .060 | .100   |
| 1990年 | 障害 | 0   | 1   | 1   | 5       | 7      | .000 | .143   |
| 1990年 | 計   | 6   | 5   | 7   | 89      | 107    | .056 | .103   |
| 1991年 | 平地 | 8   | 5   | 13  | 124     | 149    | .054 | .087   |
| 1992年 | 平地 | 11  | 17  | 9   | 150     | 187    | .059 | .150   |
| 1992年 | 障害 | 0   | 0   | 0   | 1       | 1      | .000 | .000   |
| 1992年 | 計   | 11  | 17  | 9   | 151     | 188    | .059 | .149   |
| 1993年 | 平地 | 20  | 14  | 15  | 140     | 189    | .106 | .180   |
| 1993年 | 障害 | 2   | 1   | 1   | 7       | 11     | .182 | .273   |
| 1993年 | 計   | 22  | 15  | 16  | 147     | 200    | .110 | .185   |
| 1994年 | 平地 | 20  | 13  | 20  | 179     | 232    | .086 | .142   |
| 1994年 | 障害 | 1   | 1   | 0   | 8       | 10     | .100 | .200   |
| 1994年 | 計   | 21  | 14  | 20  | 187     | 242    | .087 | .145   |
| 1995年 | 平地 | 18  | 21  | 15  | 151     | 205    | .088 | .190   |
| 1995年 | 障害 | 1   | 2   | 6   | 11      | 20     | .050 | .150   |
| 1995年 | 計   | 19  | 23  | 21  | 162     | 225    | .084 | .187   |
| 1996年 | 平地 | 9   | 17  | 13  | 182     | 221    | .041 | .118   |
| 1996年 | 障害 | 1   | 0   | 1   | 2       | 4      | .250 | .250   |
| 1996年 | 計   | 10  | 17  | 14  | 184     | 225    | .044 | .120   |
| 1997年 | 平地 | 12  | 15  | 9   | 180     | 216    | .056 | .125   |
| 1997年 | 障害 | 0   | 1   | 1   | 14      | 16     | .000 | .063   |
| 1997年 | 計   | 12  | 16  | 10  | 194     | 232    | .052 | .121   |
| 1998年 | 平地 | 6   | 7   | 11  | 147     | 171    | .035 | .076   |
| 1998年 | 障害 | 4   | 4   | 0   | 18      | 26     | .154 | .308   |
| 1998年 | 計   | 10  | 11  | 11  | 165     | 197    | 051  | .106   |
| 1999年 | 平地 | 9   | 10  | 10  | 143     | 172    | .052 | .110   |
| 1999年 | 障害 | 0   | 0   | 0   | 16      | 16     | .000 | .000   |
| 1999年 | 計   | 9   | 10  | 10  | 159     | 188    | .048 | .101   |
| 2000年 | 平地 | 14  | 9   | 10  | 177     | 210    | .067 | .110   |
| 2000年 | 障害 | 1   | 0   | 1   | 11      | 13     | .077 | .077   |
| 2000年 | 計   | 15  | 9   | 11  | 188     | 223    | .067 | .108   |
| 2001年 | 平地 | 8   | 11  | 13  | 208     | 240    | .033 | .079   |
| 2001年 | 障害 | 0   | 0   | 0   | 5       | 5      | .000 | .000   |
| 2001年 | 計   | 8   | 11  | 13  | 213     | 245    | .032 | .077   |
| 2002年 | 平地 | 8   | 10  | 4   | 211     | 233    | .034 | .077   |
| 2002年 | 障害 | 0   | 0   | 0   | 2       | 2      | .000 | .000   |
| 2002年 | 計   | 8   | 10  | 4   | 213     | 235    | .034 | .077   |
| 2003年 | 平地 | 10  | 12  | 10  | 203     | 235    | .043 | .094   |
| 2003年 | 障害 | 0   | 0   | 0   | 3       | 3      | .000 | .000   |
| 2003年 | 計   | 10  | 12  | 10  | 206     | 238    | .043 | .094   |
| 2004年 | 平地 | 9   | 7   | 10  | 204     | 230    | .039 | .070   |
| 2004年 | 障害 | 0   | 0   | 0   | 7       | 7      | .000 | .000   |
| 2004年 | 計   | 9   | 7   | 10  | 211     | 237    | .038 | .067   |
| 2005年 | 平地 | 7   | 8   | 9   | 212     | 236    | .030 | .064   |
| 2005年 | 障害 | 0   | 0   | 1   | 6       | 7      | .000 | .000   |
| 2005年 | 計   | 7   | 8   | 10  | 218     | 243    | .029 | .062   |
| 2006年 | 平地 | 9   | 6   | 11  | 141     | 167    | .054 | .090   |
| 2006年 | 障害 | 0   | 0   | 0   | 5       | 5      | .000 | .000   |
| 2006年 | 計   | 9   | 6   | 11  | 146     | 172    | .052 | .087   |
| 計     | 平地 | 189 | 195 | 191 | 2,858   | 3,433  | .055 | .112   |
| 計     | 障害 | 10  | 10  | 12  | 121     | 153    | .065 | .131   |
| 計     | 総計 | 199 | 205 | 203 | 2,979   | 3,586  | .055 | .113   |

#### おもな管理馬
- ビクトリーアップ（1998年中山大障害（秋））